# Вільям Кюртон
Вільям Кюртон (англ. William Cureton; 1808 — 17 червня 1864) — англійський сходознавець, іноземний член-кореспондент Санкт-Петербурзької академії наук (1862).

## Біографія
Навчався в Оксфорді, прийняв духовне звання, опублікував у 1846 році перший том каталогу арабських рукописів Британського музею. Його слава в науковому світі була заснована, головним чином, на його виданнях і обробках до того часу невідомих, важливих для історії стародавньої християнської церкви, сирійських рукописів із зібрання в 1841 і 1843 роках, отриманого Таттамом в монастирях єгипетської соляної пустелі.
Першою і найвідомішою його публікацією був сирійський переклад листів Ігнатія до Полікарпа, ефесеям і римлянам (Лондон, 1845), що викликав серйозні літературні суперечки. Кюртон енергійно відстоював позицію про те, що відкритий ним сирійський текст є оригіналом листів; як доказ він наводив роботи: «Vinditiae Ignatianae» (1846) і «Corpus Ignatianum» (1849).
Кюртон опублікував також сирійський переклад «Послань святого Афанасія» (1846), третю частину церковної історії Іоанна Ефеського (Оксфорд, 1853), «Specilegium syriacum» (1855), різночитання тексту сирійських євангелій (1850), «Історію мучеників палестинських», Євсевія (1861). З арабських його видань головні: «Книга релігійних і філософських сект» Шахрастані (1842–1846), «Коментар до жалобної пісні Єремія» Равві Танхума (1843) і «Стовп віри сунітів» Ен-Насафі (1843).